# Arco de volta perfeita

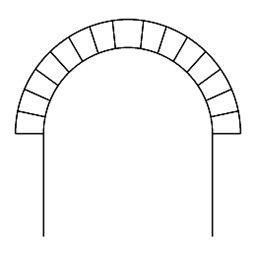
Arco de volta perfeita.

Chama-se arco de volta perfeita, arco de volta inteira, arco pleno, arco de pleno centro, arco de meio ponto ou arco romano aos arcos que formam um semicírculo inteiro, apoiados em duas extremidades e fechados por uma única pedra em forma de cunha, que pressionava os demais.
É um tipo de arco com um único centro localizado a nível da linha superior das impostas, exatamente no centro do arco. Este tipo de arco começou a usar-se na Mesopotâmia (arquitectura caldaica) no terceiro milénio a.C. Usado ainda na Arquitectura etrusca foi depois tornado muito comum na Arquitectura romana, que o difundiu por toda a Europa e Mediterrâneo, tornando-se numa das principais características da arte romana e dos estilos que nela se basearam como o estilo românico. Também foi bastante utilizado na arte renascentista.